# Евтидем (стратег)
Евтидем (на старогръцки: Ευθύδημος), Euthydemos) е от края на 414 пр.н.е. стратег на Атина по времето на Пелопонеската война при обсадата на Сиракуза.
Евтидем е офицер и през на 414 пр.н.е. е избран заедно с Менандер за стратег на Атина, за да помага на болния от бъбреци Никий. Евтидем и Менандер нападат Сиракуза преди да пристигне генерал Демостен с помощен флот, и губят множество кораби на пристанището.
През септември 413 пр.н.е. той е отново един от командирите на флота при решителната битка на пристанището на Сиракуза, която завършва със загуба. След това няма сведения за него.